# 236746 Chareslindos
236746 Chareslindos este o planetă minoră (asteroid) din centura de asteroizi. A fost descoperită pe 8 iunie 2007 la Borbona de Vincenzo Silvano Casulli⁠(d). 
Obiectul prezintă o orbită caracterizată de o semiaxă mare de 2,36984854067 UAi, o excentricitate de 0,11, o înclinație de 6,9 ° în raport cu ecliptica.